# 아랍 부족

기원후 600년 경 아라비아 반도의 아랍 부족들

아랍 부족 또는 아라비아 부족은 아라비아 반도에서 유래한 아랍인의 전통적 부족 집단들이다. 이 부족들은 모두 조상 계보가 아드난 또는 카흐탄으로 거슬러 올라간다.
아랍 부족들은 역사적으로 아라비아 반도에 국한되어 살았으나 이슬람교의 탄생과 이슬람의 확산 이후 레반트, 메소포타미아, 이집트, 수단, 마그레브, 후제스탄 등 다양한 지역으로 이주하여 정착하게 되었다. 아랍 부족들은 이 지역들에서 아랍 세계를 형성하고 문화적으로 큰 영향을 끼쳐 아랍화의 진행에 주도적인 역할을 했다.

## 전통적인 아랍 계보학
14세기 아랍의 계보학자들은 아랍인 부족을 세 종류로 나누었다.
- 사라진 아랍(아랍어: العرب البائدة al-Arab al-Ba'ida[*])은 이슬람 이전 아라비아에 있던 고대 부족들로서 후계가 남지 않은 집단들이다. 아드족(‘Ād), 타무드족(Thamud), 타슴족(Tasm), 자디스족(Jadis) 등이 전해진다. 자디스와 타슴은 힘야르 왕국에 의해 절멸당했다고 하며, 아드와 타무드는 꾸란에서 타락으로 인해 사라졌다고 언급된다.
- 순수한 아랍(아랍어: العرب العاربة Al-Arab al-Ariba[*])은 카흐탄 가문(قحطانيون)을 가리키는데, 이들은 스스로를 아라비아 남부 곧 예멘 지역에서 유래한 "카흐탄"의 후손으로 여겨진다.
- 아랍화된 아랍(아랍어: العرب المستعربة Al-Arab al-Mustarabah[*])은 아드난 가문(عدنانيون)을 가리키며, 아브라함 족장의 첫 아들인 이스마일의 후손 "아드난"을 선조로 여긴다. 무함마드가 속해 있던 쿠라이시족은 아드난 계보에 속했다.

## 주요 아랍 부족의 목록
- 바크르
- 키나나
- 하와진
- 타밈
- 아즈드
- 가타판
- 마드하즈
- 압둘카이스
- 카이스
- 쿠다아